# Таксист (серіал)
«Таксист» (кор. 모범택시, дослівно: «Зразкове таксі») — південнокорейський телесеріал, що розповідає про таксиста преміум таксі, який здійснює помсту замість жертви над її кривдниками. Він заснований на вебтуні «Зразкове таксі» авторів Карлоса та Лі Чеджі. Перший сезон серіалу виходив на телеканалі SBS щоп'ятниці та щосуботи з 9 квітня по 29 квітня 2021, а другий сезон — з 17 лютого по 15 квітня 2023. Він також доступний на платформах Wavve у Південній Кореї та Kocowa, Viki і Viu у вибраних регіонах. У головних ролях Лі Джехун, Ісом, Кім Ийсон, Пхьо Є Джін, Чан Хьокчін, Пе Юрам, Сін Чеха.
Перший сезон серіалу отримав хороші рейтинги, на своїй прем'єрі він досягнув 10,7%, а потім рейтинги коливалися між 14 і 15 відсотками. Фінальна серія отримала рейтинг 15,3% по країни і 16,6% в сеулській столичній зоні.

## Сюжет
Кім Доґі, що повертається з Військової академії Республіки Корея виявляє, що його мати вбиває серійний вбивця, який отримав легкий вирок. Морально виснаженому Доґі, Чан Сончхоль пропонує почати працювати в компанії Rainbow Taxi, яка на перший виглядає є звичайним таксі, але має приховану діяльність — допомагати жертвам, що прагнуть помститися своїм кривдникам. Відтоді, як він став таксистом пройшов якийсь час і команда розрослася до двох механіків Чхве Ґьонґу і Пак Джінон та оператора диспетчерської Ан Ґоин. Доґі, виконуючи помсту своїх клієнтів передає злочинців Сончхоль, який заручившись підтримкою кредитної акули Пек Сонмі, вірить, що утримуючи злочинців у власні в'язниці він зможе їх виправити. Однак їхня діяльність не залишається поза увагою правових органів, а тому за їхню діяльність намагається викрити Кан Хана з Офісу прокуратури Північного району Сеулу.

## Акторський склад

### Головні ролі
- Лі Джехун(інші мови) як Кім Доґі[21][22]
- Ісом(інші мови) як Кан Хана (сезон 1)[21]
- Кім Ийсон(інші мови) як Чан Сончхоль[21][22]
- Пхьо Є Джін як Ан Ґоин[23][22]
- Чан Хьокчін(інші мови) як Чхве Ґьонґу[21][22]
- Пе Юрам(інші мови) як Пак Джінон[21][22]
- Сін Чеха як Он Хаджун (сезон 2)[24]

### Другорядні ролі
- Чо Хьону як Чо Дочхоль (сезон 1)[28]

Сексуальний злочинець, якого після звільнення із в'язниці викрадає Кім Доґі.
- Хо Джондо як Пак Донпхіль (сезон 1)[30]

Керівник команди з насильницьких злочинів в регіональному слідчому відділі Столичнного поліцейського агентство Сеула.
- Пак Джонхван(інші мови) як Пак Хьонджо (сезон 2)[31]

Корумпований старший суперінтендант Столичного поліцейського агентство Сеула та керівник організації Кимса, яка стежить за компанією Rainbow Taxi.

#### Північна прокуратура Сеула
- Ю Синмок як Чо Джіну (сезон 1)[21]

Заступник головного прокурора в Офісі прокуратури Північного району Сеулу.
- Лі Юджун як Ван Мінхо (сезон 1)[32]

Головний прокурор, що працює разом із Кан Ханна в Офісі прокуратури Північного району Сеулу.

#### Nakwon C&C
- Чха Джійон як Пек Сонмі (сезон 1)[21]

Голова Nakwon C&C. Вона відома в злочинному світі як «Хрещена мати» за свою діяльність в підпільній економіці.
- Лі Хочхоль як Ку Соктхе (сезон 1)[21]

Секретар Сонмі.

### Інші

#### Сезон 1

##### Чхансонський завод чоткалю (c. 1—2)
- Чо Ін як Кан Марія[33]

Перша клієнтка, що попросила допомоги в Rainbow Taxi Company. Марія є сиротою з третім ступенем порушення інтелектуального розвитку, яку після завершення інтернату приймають на роботу до чхансонського заводу чоткалю. Проте вона там зіштовхується з неправомірним ставлення роботодавця Пак Джучхан до неї.    
- Тхе Ханхо як Пак Джучхан[34]

Він є президентом чхансонського заводу чоткалю, який разом із Джонґином здійснювали експлуатацію праці, насильство і сексуальне домагання до своїх працівників, де серед них була і Марія.
- Сон Докхо(інші мови) як Чо Джонґин[35]

Молодший шурин та права рука Джучхана, що разом із Джучхана здійснювали експлуатацію праці, насильство і сексуальне домагання до своїх працівників, де серед них була і Марія.
- Кім Дойон(інші мови) як Чхве Джонсук[36]

Соціальна працівниця, яка відповідальна за влаштування Марію на роботу до чхансонського заводу чоткалю.
- Чо Дехі як Кім Хьон'ук[38]

Корумпований сільський поліцейський, якого цікавлять лише гроші. Його підкупив Джучхан.

##### Седжонська старша школа (c. 3—4)
- Пак Джунмок як Пак Джонмін[39]

Хороший учень, якого виховує мати-одиначка з порушенням слуху. Однак його цькують група учнів на чолі з Пак Синтхе за те, що його мати продає рибу на ринку.
- Чхве Хьонук(інші мови) як Пак Синтхе[39]

Ватажок шкільних хуліганів, що цькують Пак Джонміна. Він є сином президента Асоціації випускників школи, а тому школа закриває очі на його хуліганство.
- Лі Джехак як Чан Хьонсік

Друг Пак Синтхе, який входить до його хуліганської банди та допомагає йому цькувати Пак Джонміна.
- Лі Міндже як О Хаксу[40]

Друг Пак Синтхе, який входить до його хуліганської банди та допомагає йому цькувати Пак Джонміна.

##### U Data (c. 5—8)
- Чон Сон'іль як Со Йонмін[41]
- Пек Хьонджін як Пак Янджін[41]
- Чо Хасок як директор Чон
- Лі Даіль як пан Ан
- Квак Мінґю як Чон Джінвон
- Рю Ідже як Ан Джон'ин
- Со Ханґьоль як Чхве Мін

##### Організація з голосового фішингу (c. 9—10)
- Сім Сойон(інші мови) як Лім Бокча
- Кім Деґон(інші мови) як працівник мадам Лім

##### Nakwon C&C / Посольство Багам (c. 11—14)
- Лі Хочхоль як Ку Йонтхе
- Чон Канхі як Сім Усоп
- Хан Ґювон як Ко Донхі
- Хан Хьона як Лі Хєйон
- Лі Йонхі як пастор Ко
- Лі Хаин як молодша сетра Донхі

##### О Чхорьон (c. 15—16)
- Ян Донтхак як О Чхорьон
- Чон Сокчхан як Кім Чхольджін
- Рю Соннок як Хан Дончхан/О Хьонсу

#### Сезон 2

##### В'єтнамська група викрадачів (c. 1—2)
- Чхве Вон як Лі Джонбом
- Чо Джіан як Лі Дондже
- Юн Сокхьон(інші мови) як Санмін
- Кім Джонхун як туристичний провідник
- Лі Ґюхо як Квон Дусік
- Пак Сонґин як Кім Хьонсоп

##### Село Йонсорі (c. 2—3)
- Пьон Джунхі як Лі Імсун
- Ко Санхо як Ю Санґі
- Кан Йонтхек як Лі Донґин
- Ю Донхун як Ку Джесин
- Лі Ґванхун як Йончхіль
- Сін Ґанґьон як Лі Докку

##### Feel Consulting (c. 5—6)
- Ан Чхехим як Хван Сойон
- Кі Доюн як Кан Пхільсин
- Квон Нахьон як Пак Соман
- Чон Йонґі як Пак Джунбін

##### Культ Сунбек (c. 7—8)
- Кім Инбі як Лі Джінхі
- Ан Сон'у як Ок Джуман
- Чон Джіу як Лі Джінсон
- Со Джісу як кохання Джумана

##### Лікарня Чеіль Чхакхан (c. 9—10)
- Чон Ґісоп як Хан Джедок
- Лі Ханна(інші мови) як Ан Йонсук
- Кан Соль як Хан Сурьон
- Кім Джемін як Кон Сухо
- Кім Йонджін як менеджер Кім

##### Black Sun (c. 9—10)
- Пек Суджан як Кім Йонмін
- Чан Інсоп(інші мови) як Чхве Сон'ин
- Кім Чхеин як Вінді
- Чон Унджон як Чо Ґьонджан
- Ко Ґонхан(інші мови) як Віктор
- Лі Даль як Мін Чонсон
- Мун Джевон як Ю Мунхьон
- Чон Джунхо як №12
- Ю Джійон як Ян Міґьон

##### Організація Кимса (c. 15—16)
- Пак Хосан(інші мови) як Пак Мінґон
- Кім Чханхван як Лі Сіван
- Юн Санхо як Пе Ґісок

### Особлива поява

#### Сезон 1
- Юн Дохьон(інші мови) як водій Юн (с. 1)[42]
- Лі Йон'е(інші мови) (голосова поява)[43]
- Пак Ґинхьон(інші мови) як чоловік Сонмі (с. 13)[44]
- Юн Сон'йо(інші мови) (згадано) (с. 15)[45]

Справжній підозрюваний справи вбивств у Хвасоні, якого неправомірно засудили до довічного позбавлення волі волі через одне з вбивств, вчинених Лі Чхундже. Він був достроково звільнений майже після 20 років ув'язнення, а 2020 його було визнано невинним.
- Кім Йонбок у ролі себе (с. 15)[45]

Батько доньки, що була вбита серійним вбивцею Лі Чхундже.
- Пак Джуньон у ролі себе (с. 15)[45]

Адвокат із повторного розгляду справ, який допоміг отримати невинність для Юн Сон'йо у 2020 році.
- Пак Джінхі(інші мови) як То Джунвон (с. 16)[47]

Прокурор, що призначений на посаду заступника головного прокурора в Офісу прокуратури Північного району Сеулу.
- Рю Хьонґьон(інші мови) як Пек Ґьонмі (с. 16)[47]

Молодша сестра Сонмі.

#### Сезон 2
- Лі Йон'е(інші мови) (голосова поява)[48]
- Сім Сойон як Лім Бокча (с. 1-2)[49]
- Нам Кун Мін як Чхон Джіхун(інші мови) (с. 9)[50]
- Ю Синмок як Чо Джіну[51]
- Чо Джонсік та Чу Сіин як ведучі розмовного шоу (с. 10)[52]
- Кім Со Йон як перший водій преміального таксі (с. 16)[53]
- Мун Чхе Вон як О Місо (с. 16)[54]
- Сценарист О Санхо як бармен (с. 16)[55]
- Сон Чон'у як бармен (с. 16)[55]

## Виробництво

### Сезон 1

#### Розробка
4 грудня 2019 представники SBS повідомили, що вони розпочали працювати над адаптацією вебтуна «Зразкове таксі» в серіал, який планується до виходу в другій половині наступного року. Сценаристом виступить О Санхо, що написав сценарії до таких фільмів як «Маніпулююче місто», «Кодове ім'я: Шакал» та «Біла ніч», а режисером буде Нам Тхеджін, що зрежисував такі серіали як «Хечхі» та «Підміна». У жовтні 2020 році стало відомо, що режисером стане Пак Джуну, що зрежисував серіал «Лікар-детектив», замість Нам Тхеджіна як повідомлялося раніше. Через розбіжності в поглядах сценариста О Санхо і режисера Пак Джуну щодо тону і манери серіалу після 11 серії, то сценарист покинув серіал, а сценарій дописував Лі Джіхьон.

#### Кастинг
У жовтні 2020 року було повідомлено, що головну чоловічу роль зіграє Лі Джехун, що повернеться на малий екран після трьох річної паузи, а головну жіночу роль зіграє Ісом, яка знімалася у фільмі «Клас англійської мови компанії Самджін». Пізніше було повідомлено, що до акторського складу приєдналися Кім Ийсон, що знімався в серіалах «Шість літаючих драконів» і «W — Два світи» та фільмах «Потяг до Пусана» і «1987: Коли настане день», та Лі Наин, що здобула акторську впізнаваність завдяки вебсеріалу «Вісімнадцять» та телесеріалу «Надзвичайна ти». У грудні стало відомо, що до акторського складу приєднався Лі Юджун, а в січні 2021 також приєдналися Чха Джійон і Пе Юрам. Крім того, до акторського складу також долучилися Чан Хьокчін, Ю Синмок, Лі Хочхоль, Тхе Ханхо.
8 березня 2021 року виробнича команда серіалу «Таксист» ухвалила рішення про заміну Лі Наин на іншу акторку, через те, що вона і деякі члени гурту April потрапила в скандал щодо цькування колишньої учасниці гурту. 10 березня було повідомлено, що роль Ан Коин отримала акторка Пхьо Є Джін, що знімалася в таких серіалах як «Джентльмен з ателье Вольгусу», «Боротьба за свій шлях», «Що не так з секретарем Кім» і «ВІП».

#### Знімання
Станом 8 березня 2021 серіал було відзнято на 60%, однак після заміни акторки з Лі Наин на Пхьо Є Джін мали перезняти всі сцени за участю Наин. Сцени серіалу у в'язниці знімали у волості Сондан, Іксан, Північна Чолла.

### Сезон 2

#### Розробка
7 липня 2021 виробнича команда серіалу заявила, що в процесі обговорення створення другого сезону, а також дати початку виробництва. Під кінець того року у звіті до інвесторів стало відомо, що SBS планує в наступному році випусти другий сезон, а в червні 2022 SBS офіційно підтвердила, що запустила в розробку другий сезон і його вихід заплановано на першу половину 2023 року. До написання сценарію повертається сценарист О Санхо, який покинув проєкт після написання сценарію до 11 серії першого сезону. Режисерами другого сезону стали Лі Дан та Чан Йонсок.

#### Кастинг
8 березня 2022 представник SBS повідомив, що Ісом покидає акторський склад і не з'явиться в другому сезоні через накладку графіку з іншими проєктам. Внаслідок чого вони переглядають сценарій, що був написаний для другого сезону. У червні SBS підтвердила, що Лі Джехун, Кім Ийсон, Пхьо Є Джін, Чан Хьокчін та Пе Юрам повернуться до своїх ролей в другому сезоні серіалу. Крім того, стало відомо, що до акторського складу приєднався Сін Чеха, який відомий за такими роботами як «ВІП», «Поема на день», «Доки ти спала» та «Page Turner».

## Список серій
| Сезон | Серії | Серії              | Оригінальний показ | Оригінальний показ | Час показу                      | Серед. кількість глядачів (у млн) |
| Сезон | Серії | Серії              | Перший показ       | Останній показ     | Час показу                      | Серед. кількість глядачів (у млн) |
| ----- | ----- | ------------------ | ------------------ | ------------------ | ------------------------------- | --------------------------------- |
| 1     | 16    | 16                 | 9 квітня 2021      | 29 травня 2021     | П'ятниця і субота о 22:00 (KST) | 2,765                             |
| 2     | 18    | Спеціальна серія 1 | 16 лютого 2023     | 16 лютого 2023     | Четвер о 22:00 (KST)            | 0,721                             |
| 2     | 18    | 16                 | 17 лютого 2023     | 15 квітня 2023     | П'ятниця і субота о 22:00 (KST) | 2,869                             |
| 2     | 18    | Спеціальна серія 2 | 4 березня 2023     | 4 березня 2023     | П'ятниця о 22:00 (KST)          | 1,030                             |

## Оригінальний саундтрек

### Сезон 1

#### Основний альбом
| Taxi Driver (Original Television Soundtrack), Диск 1 | Taxi Driver (Original Television Soundtrack), Диск 1 | Taxi Driver (Original Television Soundtrack), Диск 1 | Taxi Driver (Original Television Soundtrack), Диск 1  | Taxi Driver (Original Television Soundtrack), Диск 1 | Taxi Driver (Original Television Soundtrack), Диск 1 |
| #                                                    | Назва                                                | Автор слів                                           | Автор музики                                          | Виконавець                                           | Тривалість                                           |
| ---------------------------------------------------- | ---------------------------------------------------- | ---------------------------------------------------- | ----------------------------------------------------- | ---------------------------------------------------- | ---------------------------------------------------- |
| 1.                                                   | «SILENCE»                                            | Юн Тохьон                                            | Юн Тохьон                                             | YB                                                   | 3:24                                                 |
| 2.                                                   | «A Gloomy Letter» (우울한 편지)                      | Ю Чеха                                               | Ю Чеха                                                | Квак Чінон                                           | 3:39                                                 |
| 3.                                                   | «A Walk» (산책)                                      | Лі Ханчхоль                                          | Сохі                                                  | Пхьо Є Джін                                          | 3:47                                                 |
| 4.                                                   | «All Day»                                            | Чон Чхан'йоп                                         | Advanced, RYS                                         | Чха Джійон                                           | 3:37                                                 |
| 5.                                                   | «RUN AWAY»                                           | Саймон Домінік                                       | noisemasterminsu, Хьон, Sean, Tez_Toy, Саймон Домінік | Саймон Домінік                                       | 3:15                                                 |
| 6.                                                   | «Moon Light» (달빛)                                  | Чхве Хансоль                                         | Чхве Хансоль, Чхве Йонхун                             | Санха                                                | 3:29                                                 |
| 7.                                                   | «Way Home» (귀로)                                    | Лі Чуйоп                                             | Сон Сондже                                            | Юн Тохьон                                            | 4:24                                                 |
| 8.                                                   | «Mystic family» (파랑새 패밀리)                      |                                                      | Даніель Лі                                            | Даніель Лі                                           | 3:08                                                 |
| 9.                                                   | «Order to Move» (출동명령)                           |                                                      | Кім Сон'юль                                           | Кім Сон'юль                                          | 3:29                                                 |
| 10.                                                  | «Mask» (가면)                                        |                                                      | Кім Сон'юль                                           | Кім Сон'юль                                          | 3:39                                                 |
| 11.                                                  | «Investigator»                                       |                                                      | Пе Пуґон                                              | Пе Пуґон                                             | 2:57                                                 |
| 12.                                                  | «Escape» (탈출)                                      |                                                      | Кім Сон'юль                                           | Кім Сон'юль                                          | 2:32                                                 |
| 13.                                                  | «Rainbow Corporation» (무지개운수)                   |                                                      | Кім Сон'юль                                           | Кім Сон'юль                                          | 4:06                                                 |
| 45:26                                                |                                                      |                                                      |                                                       |                                                      |                                                      |

| Taxi Driver (Original Television Soundtrack), Диск 1 | Taxi Driver (Original Television Soundtrack), Диск 1 | Taxi Driver (Original Television Soundtrack), Диск 1 | Taxi Driver (Original Television Soundtrack), Диск 1 | Taxi Driver (Original Television Soundtrack), Диск 1 |
| #                                                    | Назва                                                | Автор музики                                         | Виконавець                                           | Тривалість                                           |
| ---------------------------------------------------- | ---------------------------------------------------- | ---------------------------------------------------- | ---------------------------------------------------- | ---------------------------------------------------- |
| 1.                                                   | «Model Taxi» (모범택시)                              | Кім Сон'юль                                          | Кім Сон'юль                                          | 4:41                                                 |
| 2.                                                   | «Revenger»                                           | Кім Сон'юль                                          | Кім Сон'юль                                          | 4:55                                                 |
| 3.                                                   | «Deluxe driver»                                      | Ю Чонхьон                                            | Ю Чонхьон                                            | 2:40                                                 |
| 4.                                                   | «Dangerous world» (위험한 세계)                      | Юн Йонбе                                             | Юн Йонбе                                             | 3:14                                                 |
| 5.                                                   | «Dogi Move» (도기출동)                               | Кім Сон'юль                                          | Кім Сон'юль                                          | 5:31                                                 |
| 6.                                                   | «Blitzer»                                            | Daniel Lee                                           | Daniel Lee                                           | 2:19                                                 |
| 7.                                                   | «The Point of No Return» (돌아올 수 없는 강)         | KOOW                                                 | KOOW                                                 | 2:56                                                 |
| 8.                                                   | «Engineer» (엔지니어)                                | Кім Сон'юль                                          | Кім Сон'юль                                          | 1:42                                                 |
| 9.                                                   | «Revernge Results» (복수의 결과)                     | Кім Сон'юль                                          | Кім Сон'юль                                          | 4:37                                                 |
| 10.                                                  | «RAINBOW»                                            | Пе Пуґон                                             | Пе Пуґон                                             | 4:21                                                 |
| 11.                                                  | «Persistent Investigation» (집요한 수사)             | Ю Чонхьон                                            | Ю Чонхьон                                            | 2:20                                                 |
| 12.                                                  | «Tactics»                                            | Daniel Lee                                           | Daniel Lee                                           | 3:21                                                 |
| 13.                                                  | «Infiltration» (잠입)                                | Кім Сон'юль                                          | Кім Сон'юль                                          | 4:11                                                 |
| 14.                                                  | «Collision» (충돌)                                   | Кім Сон'юль                                          | Кім Сон'юль                                          | 2:55                                                 |
| 15.                                                  | «Imprisonment» (대모)                                | Daniel Lee                                           | Daniel Lee                                           | 3:21                                                 |
| 16.                                                  | «Danger Lurks Inside» (도사리는 위협)                | KOOW                                                 | KOOW                                                 | 2:53                                                 |
| 17.                                                  | «Criminal Quarters»                                  | Пе Пуґон                                             | Пе Пуґон                                             | 2:56                                                 |
| 18.                                                  | «Operation beginning» (작전돌입)                     | Кім Сон'юль                                          | Кім Сон'юль                                          | 4:09                                                 |
| 19.                                                  | «Murderer» (살인자)                                  | Кім Сон'юль                                          | Кім Сон'юль                                          | 3:19                                                 |
| 1:06:21                                              |                                                      |                                                      |                                                      |                                                      |

#### Альобом частинами
| Taxi Driver (Original Television Soundtrack), Part 1 | Taxi Driver (Original Television Soundtrack), Part 1 | Taxi Driver (Original Television Soundtrack), Part 1 | Taxi Driver (Original Television Soundtrack), Part 1 | Taxi Driver (Original Television Soundtrack), Part 1 | Taxi Driver (Original Television Soundtrack), Part 1 |
| #                                                    | Назва                                                | Автор слів                                           | Автор музики                                         | Виконавець                                           | Тривалість                                           |
| ---------------------------------------------------- | ---------------------------------------------------- | ---------------------------------------------------- | ---------------------------------------------------- | ---------------------------------------------------- | ---------------------------------------------------- |
| 1.                                                   | «SILENCE»                                            | Юн Тохьон                                            | Юн Тохьон                                            | YB                                                   | 3:25                                                 |
| 2.                                                   | «SILENCE (Inst.)»                                    |                                                      | Юн Тохьон                                            | YB                                                   | 3:25                                                 |
| 6:50                                                 |                                                      |                                                      |                                                      |                                                      |                                                      |

| Taxi Driver (Original Television Soundtrack), Part 2 | Taxi Driver (Original Television Soundtrack), Part 2              | Taxi Driver (Original Television Soundtrack), Part 2 | Taxi Driver (Original Television Soundtrack), Part 2 | Taxi Driver (Original Television Soundtrack), Part 2 | Taxi Driver (Original Television Soundtrack), Part 2 |
| #                                                    | Назва                                                             | Автор слів                                           | Автор музики                                         | Виконавець                                           | Тривалість                                           |
| ---------------------------------------------------- | ----------------------------------------------------------------- | ---------------------------------------------------- | ---------------------------------------------------- | ---------------------------------------------------- | ---------------------------------------------------- |
| 1.                                                   | «A Gloomy Letter» (우울한 편지)                                   | Ю Чеха                                               | Ю Чеха                                               | Квак Чінон                                           | 3:39                                                 |
| 2.                                                   | «A Gloomy Letter (Classical Ver.)» (우울한 편지 (Classical Ver.)) | Ю Чеха                                               | Ю Чеха                                               | Квак Чінон                                           | 4:23                                                 |
| 3.                                                   | «A Gloomy Letter (Inst.)» (우울한 편지 (Inst.))                   |                                                      | Ю Чеха                                               | Квак Чінон                                           | 3:39                                                 |
| 11:41                                                |                                                                   |                                                      |                                                      |                                                      |                                                      |

| Taxi Driver (Original Television Soundtrack), Part 3 | Taxi Driver (Original Television Soundtrack), Part 3 | Taxi Driver (Original Television Soundtrack), Part 3 | Taxi Driver (Original Television Soundtrack), Part 3 | Taxi Driver (Original Television Soundtrack), Part 3 | Taxi Driver (Original Television Soundtrack), Part 3 |
| #                                                    | Назва                                                | Автор слів                                           | Автор музики                                         | Виконавець                                           | Тривалість                                           |
| ---------------------------------------------------- | ---------------------------------------------------- | ---------------------------------------------------- | ---------------------------------------------------- | ---------------------------------------------------- | ---------------------------------------------------- |
| 1.                                                   | «A Walk» (산책)                                      | Лі Ханчхоль                                          | Сохі                                                 | Пхьо Є Джін                                          | 3:47                                                 |
| 2.                                                   | «A Walk (Inst.)» (산책 (Inst.))                      |                                                      | Сохі                                                 | Пхьо Є Джін                                          | 3:47                                                 |
| 7:34                                                 |                                                      |                                                      |                                                      |                                                      |                                                      |

| Taxi Driver (Original Television Soundtrack), Part 4 | Taxi Driver (Original Television Soundtrack), Part 4 | Taxi Driver (Original Television Soundtrack), Part 4 | Taxi Driver (Original Television Soundtrack), Part 4 | Taxi Driver (Original Television Soundtrack), Part 4 | Taxi Driver (Original Television Soundtrack), Part 4 |
| #                                                    | Назва                                                | Автор слів                                           | Автор музики                                         | Виконавець                                           | Тривалість                                           |
| ---------------------------------------------------- | ---------------------------------------------------- | ---------------------------------------------------- | ---------------------------------------------------- | ---------------------------------------------------- | ---------------------------------------------------- |
| 1.                                                   | «All Day»                                            | Чон Чхан'йоп                                         | Advanced, RYS                                        | Чха Чійон                                            | 3:37                                                 |
| 2.                                                   | «All Day (Inst.)»                                    |                                                      | Advanced, RYS                                        | Чха Чійон                                            | 3:37                                                 |
| 7:14                                                 |                                                      |                                                      |                                                      |                                                      |                                                      |

| Taxi Driver (Original Television Soundtrack), Part 5 | Taxi Driver (Original Television Soundtrack), Part 5 | Taxi Driver (Original Television Soundtrack), Part 5 | Taxi Driver (Original Television Soundtrack), Part 5  | Taxi Driver (Original Television Soundtrack), Part 5 | Taxi Driver (Original Television Soundtrack), Part 5 |
| #                                                    | Назва                                                | Автор слів                                           | Автор музики                                          | Виконавець                                           | Тривалість                                           |
| ---------------------------------------------------- | ---------------------------------------------------- | ---------------------------------------------------- | ----------------------------------------------------- | ---------------------------------------------------- | ---------------------------------------------------- |
| 1.                                                   | «RUN AWAY»                                           | Саймон Домінік                                       | noisemasterminsu, Хьон, Sean, Tez_Toy, Саймон Домінік | Саймон Домінік                                       | 3:15                                                 |
| 2.                                                   | «RUN AWAY (Inst.)»                                   |                                                      | noisemasterminsu, Хьон, Sean, Tez_Toy, Саймон Домінік | Саймон Домінік                                       | 3:15                                                 |
| 6:30                                                 |                                                      |                                                      |                                                       |                                                      |                                                      |

| Taxi Driver (Original Television Soundtrack), Part 6 | Taxi Driver (Original Television Soundtrack), Part 6 | Taxi Driver (Original Television Soundtrack), Part 6 | Taxi Driver (Original Television Soundtrack), Part 6 | Taxi Driver (Original Television Soundtrack), Part 6 | Taxi Driver (Original Television Soundtrack), Part 6 |
| #                                                    | Назва                                                | Автор слів                                           | Автор музики                                         | Виконавець                                           | Тривалість                                           |
| ---------------------------------------------------- | ---------------------------------------------------- | ---------------------------------------------------- | ---------------------------------------------------- | ---------------------------------------------------- | ---------------------------------------------------- |
| 1.                                                   | «Moon Light» (달빛)                                  | Чхве Хансоль                                         | Чхве Хансоль, Чхве Йонхун                            | Санха                                                | 3:29                                                 |
| 2.                                                   | «Moon Light (Inst.)» (달빛 (Inst.))                  |                                                      | Чхве Хансоль, Чхве Йонхун                            | Санха                                                | 3:29                                                 |
| 6:58                                                 |                                                      |                                                      |                                                      |                                                      |                                                      |

| Taxi Driver (Original Television Soundtrack), Part 7 | Taxi Driver (Original Television Soundtrack), Part 7 | Taxi Driver (Original Television Soundtrack), Part 7 | Taxi Driver (Original Television Soundtrack), Part 7 | Taxi Driver (Original Television Soundtrack), Part 7 | Taxi Driver (Original Television Soundtrack), Part 7 |
| #                                                    | Назва                                                | Автор слів                                           | Автор музики                                         | Виконавець                                           | Тривалість                                           |
| ---------------------------------------------------- | ---------------------------------------------------- | ---------------------------------------------------- | ---------------------------------------------------- | ---------------------------------------------------- | ---------------------------------------------------- |
| 1.                                                   | «Way Home» (귀로)                                    | Лі Чуйоп                                             | Сон Сондже                                           | Юн Тохьон                                            | 4:24                                                 |
| 2.                                                   | «Way Home (Inst.)» (귀로 (Inst.))                    |                                                      | Сон Сондже                                           | Юн Тохьон                                            | 4:24                                                 |
| 8:48                                                 |                                                      |                                                      |                                                      |                                                      |                                                      |

### Сезон 2

#### Основний альбом
| Taxi Driver 2 (Original Television Soundtrack) | Taxi Driver 2 (Original Television Soundtrack) | Taxi Driver 2 (Original Television Soundtrack) | Taxi Driver 2 (Original Television Soundtrack)   | Taxi Driver 2 (Original Television Soundtrack) | Taxi Driver 2 (Original Television Soundtrack) |
| #                                              | Назва                                          | Автор слів                                     | Автор музики                                     | Виконавець                                     | Тривалість                                     |
| ---------------------------------------------- | ---------------------------------------------- | ---------------------------------------------- | ------------------------------------------------ | ---------------------------------------------- | ---------------------------------------------- |
| 1.                                             | «Fighter»                                      | Хана                                           | Tom and Jerry, Safira.K                          | Ха Хьону (Guckkasten)                          | 3:15                                           |
| 2.                                             | «Haven» (휴게소)                               | Zeenan, OneTop                                 | Zeenan, OneTop                                   | Car, the Garden                                | 3:24                                           |
| 3.                                             | «Born this way»                                | Zeenan, OneTop                                 | Zeenan, OneTop                                   | Zeenan                                         | 3:40                                           |
| 4.                                             | «Wonderful Night» (아름다운 밤)                | Пак Сон'йон                                    | Пак Сон'йон, Ім Кванґюн                          | N.Flying                                       | 3:34                                           |
| 5.                                             | «All My Heart» (진심)                          | Йонсо, Хо Чонин, Коун                          | Йонсо, Хо Чонин, Коун                            | Кан Асоль                                      | 3:33                                           |
| 6.                                             | «Face to face»                                 | Zeenan, Лі Чонвон, CLEF CREW                   | Zeenan, Лі Чонвон, CLEF CREW                     | Кан Син'юн                                     | 3:02                                           |
| 7.                                             | «I Can Hear You»                               | Хан Кьонсу, Кім Субін (AIMING)                 | Хан Кьонсу, Кім Субін (AIMING), Чо Сехі (AIMING) | Юмі                                            | 3:40                                           |
| 8.                                             | «Get In The Fire»                              | Zeenan, Лі Чонвон, CLEF CREW                   | Zeenan, Лі Чонвон, CLEF CREW                     | Ім Тану                                        | 3:31                                           |
| 9.                                             | «Pump»                                         |                                                | На Санджін                                       | На Санджін                                     | 2:24                                           |
| 10.                                            | «Balara»                                       |                                                | Кім Тхехван, Пак Седжун                          | Кім Тхехван, Пак Седжун                        | 2:20                                           |
| 11.                                            | «Mental Ejection»                              |                                                | У Чіхун                                          | У Чіхун                                        | 1:44                                           |
| 12.                                            | «False Miracle»                                |                                                | Хван Синпхіль, Пак Седжун                        | Хван Синпхіль, Пак Седжун                      | 3:00                                           |
| 13.                                            | «Never Surrender»                              |                                                | На Санджін                                       | На Санджін                                     | 2:32                                           |
| 14.                                            | «Their Own Way»                                |                                                | Ю Хіхьон, Пак Седжун                             | Ю Хіхьон, Пак Седжун                           | 2:07                                           |
| 15.                                            | «Twisted Choices»                              |                                                | У Чіхун                                          | У Чіхун                                        | 2:48                                           |
| 16.                                            | «Angel Of Death»                               |                                                | Хван Синпхіль, Пак Седжун                        | Хван Синпхіль, Пак Седжун                      | 1:20                                           |
| 17.                                            | «Titan Drums»                                  |                                                | На Юнсік                                         | На Юнсік                                       | 2:11                                           |
| 18.                                            | «Goryeo Celadon»                               |                                                | Кім Тхехван, Пак Седжун                          | Кім Тхехван, Пак Седжун                        | 2:12                                           |
| 19.                                            | «Saint Sin»                                    |                                                | Сон Чеґьон                                       | Сон Чеґьон                                     | 3:06                                           |
| 20.                                            | «Salamat»                                      |                                                | Кім Тхехван, Пак Седжун                          | Кім Тхехван, Пак Седжун                        | 2:53                                           |
| 21.                                            | «Whisper Of Satan»                             |                                                | Ю Хіхьон, Пак Седжун                             | Ю Хіхьон, Пак Седжун                           | 3:54                                           |
| 22.                                            | «The Tough»                                    |                                                | На Санджін                                       | На Санджін                                     | 2:46                                           |
| 23.                                            | «Bedtime Story»                                |                                                | Кім Тонхьок, Чхве Мунсок                         | Кім Тонхьок, Чхве Мунсок                       | 2:16                                           |
| 24.                                            | «A Journey of Fire»                            |                                                | Іньом                                            | Іньом                                          | 2:52                                           |
| 25.                                            | «Purple Night»                                 |                                                | Хван Синпхіль, Пак Седжун                        | Хван Синпхіль, Пак Седжун                      | 1:50                                           |
| 26.                                            | «No More Stranger»                             |                                                | На Юнсік                                         | На Юнсік                                       | 2:48                                           |
| 27.                                            | «Human Addiction»                              |                                                | Кім Тхехван, Пак Седжун                          | Кім Тхехван, Пак Седжун                        | 4:13                                           |
| 28.                                            | «End Road»                                     |                                                | У Чіхун, Пак Єчхан                               | У Чіхун, Пак Єчхан                             | 2:09                                           |
| 29.                                            | «Atomic Stranger»                              |                                                | Сон Чеґьон                                       | Сон Чеґьон                                     | 3:03                                           |
| 30.                                            | «Plus Alpha»                                   |                                                | Кім Тонхьок                                      | Кім Тонхьок                                    | 1:56                                           |
| 31.                                            | «DOGI DORYUNG»                                 |                                                | Кім Сон'юль                                      | Кім Сон'юль                                    | 2:14                                           |
| 32.                                            | «Seven Stars»                                  |                                                | Іньом                                            | Іньом                                          | 3:34                                           |
| 33.                                            | «Maybe Good»                                   |                                                | Кім Тхехван, Пак Седжун                          | Кім Тхехван, Пак Седжун                        | 2:19                                           |
| 34.                                            | «Shoot Towards Tomorrow»                       |                                                | На Санджін                                       | На Санджін                                     | 2:45                                           |
| 35.                                            | «Night Drive»                                  |                                                | Кім Тонхьок, Чхве Мунсок                         | Кім Тонхьок, Чхве Мунсок                       | 2:14                                           |
| 36.                                            | «Blue Mist»                                    |                                                | У Чіхун                                          | У Чіхун                                        | 3:01                                           |
| 37.                                            | «The Final Attacker»                           |                                                | Іньом                                            | Іньом                                          | 3:13                                           |
| 38.                                            | «Goot»                                         |                                                | Кім Тхехван, Пак Седжун                          | Кім Тхехван, Пак Седжун                        | 1:59                                           |
| 39.                                            | «Shanghai History»                             |                                                | Сон Чеґьон                                       | Сон Чеґьон                                     | 1:46                                           |
| 40.                                            | «Move Foward»                                  |                                                | На Юнсік                                         | На Юнсік                                       | 2:15                                           |
| 41.                                            | «Pure white hill» (순백동산)                   | У Чіхун                                        | У Чіхун                                          | Ім Тану                                        | 1:40                                           |
| 42.                                            | «Entrance»                                     |                                                | Кім Тонхьок                                      | Кім Тонхьок                                    | 3:06                                           |
| 43.                                            | «Collision» (충돌)                             |                                                | Кім Сон'юль                                      | Кім Сон'юль                                    | 2:55                                           |
| 1:57:04                                        |                                                |                                                |                                                  |                                                |                                                |

#### Альбом частинами
| Taxi Driver 2 (Original Television Soundtrack), Part 1 | Taxi Driver 2 (Original Television Soundtrack), Part 1 | Taxi Driver 2 (Original Television Soundtrack), Part 1 | Taxi Driver 2 (Original Television Soundtrack), Part 1 | Taxi Driver 2 (Original Television Soundtrack), Part 1 | Taxi Driver 2 (Original Television Soundtrack), Part 1 |
| #                                                      | Назва                                                  | Автор слів                                             | Автор музики                                           | Виконавець                                             | Тривалість                                             |
| ------------------------------------------------------ | ------------------------------------------------------ | ------------------------------------------------------ | ------------------------------------------------------ | ------------------------------------------------------ | ------------------------------------------------------ |
| 1.                                                     | «Fighter»                                              | Хана                                                   | Tom and Jerry, Safira.K                                | Ха Хьону (Guckkasten)                                  | 3:15                                                   |
| 2.                                                     | «Fighter (Inst.)»                                      |                                                        | Tom and Jerry, Safira.K                                | Ха Хьону (Guckkasten)                                  | 3:15                                                   |
| 6:30                                                   |                                                        |                                                        |                                                        |                                                        |                                                        |

| Taxi Driver 2 (Original Television Soundtrack), Part 2 | Taxi Driver 2 (Original Television Soundtrack), Part 2 | Taxi Driver 2 (Original Television Soundtrack), Part 2 | Taxi Driver 2 (Original Television Soundtrack), Part 2 | Taxi Driver 2 (Original Television Soundtrack), Part 2 | Taxi Driver 2 (Original Television Soundtrack), Part 2 |
| #                                                      | Назва                                                  | Автор слів                                             | Автор музики                                           | Виконавець                                             | Тривалість                                             |
| ------------------------------------------------------ | ------------------------------------------------------ | ------------------------------------------------------ | ------------------------------------------------------ | ------------------------------------------------------ | ------------------------------------------------------ |
| 1.                                                     | «Haven» (휴게소)                                       | Zeenan, OneTop                                         | Zeenan, OneTop                                         | Car, the Garden                                        | 3:24                                                   |
| 2.                                                     | «Haven (Inst.)» (휴게소 (Inst.))                       |                                                        | Zeenan, OneTop                                         | Car, the Garden                                        | 3:24                                                   |
| 6:48                                                   |                                                        |                                                        |                                                        |                                                        |                                                        |

| Taxi Driver 2 (Original Television Soundtrack), Part 3 | Taxi Driver 2 (Original Television Soundtrack), Part 3 | Taxi Driver 2 (Original Television Soundtrack), Part 3 | Taxi Driver 2 (Original Television Soundtrack), Part 3 | Taxi Driver 2 (Original Television Soundtrack), Part 3 | Taxi Driver 2 (Original Television Soundtrack), Part 3 |
| #                                                      | Назва                                                  | Автор слів                                             | Автор музики                                           | Виконавець                                             | Тривалість                                             |
| ------------------------------------------------------ | ------------------------------------------------------ | ------------------------------------------------------ | ------------------------------------------------------ | ------------------------------------------------------ | ------------------------------------------------------ |
| 1.                                                     | «Born this way»                                        | Zeenan, OneTop                                         | Zeenan, OneTop                                         | Zeenan                                                 | 3:40                                                   |
| 2.                                                     | «Born this way (Inst.)»                                |                                                        | Zeenan, OneTop                                         | Zeenan                                                 | 3:40                                                   |
| 7:20                                                   |                                                        |                                                        |                                                        |                                                        |                                                        |

| Taxi Driver 2 (Original Television Soundtrack), Part 4 | Taxi Driver 2 (Original Television Soundtrack), Part 4 | Taxi Driver 2 (Original Television Soundtrack), Part 4 | Taxi Driver 2 (Original Television Soundtrack), Part 4 | Taxi Driver 2 (Original Television Soundtrack), Part 4 | Taxi Driver 2 (Original Television Soundtrack), Part 4 |
| #                                                      | Назва                                                  | Автор слів                                             | Автор музики                                           | Виконавець                                             | Тривалість                                             |
| ------------------------------------------------------ | ------------------------------------------------------ | ------------------------------------------------------ | ------------------------------------------------------ | ------------------------------------------------------ | ------------------------------------------------------ |
| 1.                                                     | «Wonderful Night» (아름다운 밤)                        | Пак Сон'йон                                            | Пак Сон'йон, Ім Кванґюн                                | N.Flying                                               | 3:34                                                   |
| 2.                                                     | «Wonderful Night (Inst.)» (아름다운 밤 (Inst.))        |                                                        | Пак Сон'йон, Ім Кванґюн                                | N.Flying                                               | 3:34                                                   |
| 7:08                                                   |                                                        |                                                        |                                                        |                                                        |                                                        |

| Taxi Driver 2 (Original Television Soundtrack), Part 5 | Taxi Driver 2 (Original Television Soundtrack), Part 5 | Taxi Driver 2 (Original Television Soundtrack), Part 5 | Taxi Driver 2 (Original Television Soundtrack), Part 5 | Taxi Driver 2 (Original Television Soundtrack), Part 5 | Taxi Driver 2 (Original Television Soundtrack), Part 5 |
| #                                                      | Назва                                                  | Автор слів                                             | Автор музики                                           | Виконавець                                             | Тривалість                                             |
| ------------------------------------------------------ | ------------------------------------------------------ | ------------------------------------------------------ | ------------------------------------------------------ | ------------------------------------------------------ | ------------------------------------------------------ |
| 1.                                                     | «All My Heart» (진심)                                  | Йонсо, Хо Чонин, Коун                                  | Йонсо, Хо Чонин, Коун                                  | Кан Асоль                                              | 3:33                                                   |
| 2.                                                     | «All My Heart (Inst.)» (진심 (Inst.))                  |                                                        | Йонсо, Хо Чонин, Коун                                  | Кан Асоль                                              | 3:30                                                   |
| 7:03                                                   |                                                        |                                                        |                                                        |                                                        |                                                        |

| Taxi Driver 2 (Original Television Soundtrack), Part 6 | Taxi Driver 2 (Original Television Soundtrack), Part 6 | Taxi Driver 2 (Original Television Soundtrack), Part 6 | Taxi Driver 2 (Original Television Soundtrack), Part 6 | Taxi Driver 2 (Original Television Soundtrack), Part 6 | Taxi Driver 2 (Original Television Soundtrack), Part 6 |
| #                                                      | Назва                                                  | Автор слів                                             | Автор музики                                           | Виконавець                                             | Тривалість                                             |
| ------------------------------------------------------ | ------------------------------------------------------ | ------------------------------------------------------ | ------------------------------------------------------ | ------------------------------------------------------ | ------------------------------------------------------ |
| 1.                                                     | «Face to face»                                         | Zeenan, Лі Чонвон, CLEF CREW                           | Zeenan, Лі Чонвон, CLEF CREW                           | Кан Син'юн                                             | 3:02                                                   |
| 2.                                                     | «Face to face (Inst.)»                                 |                                                        | Zeenan, Лі Чонвон, CLEF CREW                           | Кан Син'юн                                             | 3:02                                                   |
| 6:04                                                   |                                                        |                                                        |                                                        |                                                        |                                                        |

| Taxi Driver 2 (Original Television Soundtrack), Part 7 | Taxi Driver 2 (Original Television Soundtrack), Part 7 | Taxi Driver 2 (Original Television Soundtrack), Part 7 | Taxi Driver 2 (Original Television Soundtrack), Part 7 | Taxi Driver 2 (Original Television Soundtrack), Part 7 | Taxi Driver 2 (Original Television Soundtrack), Part 7 |
| #                                                      | Назва                                                  | Автор слів                                             | Автор музики                                           | Виконавець                                             | Тривалість                                             |
| ------------------------------------------------------ | ------------------------------------------------------ | ------------------------------------------------------ | ------------------------------------------------------ | ------------------------------------------------------ | ------------------------------------------------------ |
| 1.                                                     | «I Can Hear You»                                       | Хан Кьонсу, Кім Субін (AIMING)                         | Хан Кьонсу, Кім Субін (AIMING), Чо Сехі (AIMING)       | Юмі                                                    | 3:40                                                   |
| 2.                                                     | «I Can Hear You (Inst.)»                               |                                                        | Хан Кьонсу, Кім Субін (AIMING), Чо Сехі (AIMING)       | Юмі                                                    | 3:40                                                   |
| 7:20                                                   |                                                        |                                                        |                                                        |                                                        |                                                        |

| Taxi Driver 2 (Original Television Soundtrack), Part 8 | Taxi Driver 2 (Original Television Soundtrack), Part 8 | Taxi Driver 2 (Original Television Soundtrack), Part 8 | Taxi Driver 2 (Original Television Soundtrack), Part 8 | Taxi Driver 2 (Original Television Soundtrack), Part 8 | Taxi Driver 2 (Original Television Soundtrack), Part 8 |
| #                                                      | Назва                                                  | Автор слів                                             | Автор музики                                           | Виконавець                                             | Тривалість                                             |
| ------------------------------------------------------ | ------------------------------------------------------ | ------------------------------------------------------ | ------------------------------------------------------ | ------------------------------------------------------ | ------------------------------------------------------ |
| 1.                                                     | «Get In The Fire»                                      | Zeenan, Лі Чонвон, CLEF CREW                           | Zeenan, Лі Чонвон, CLEF CREW                           | Ім Тану                                                | 3:31                                                   |
| 2.                                                     | «Get In The Fire»                                      |                                                        | Zeenan, Лі Чонвон, CLEF CREW                           | Ім Тану                                                | 3:31                                                   |
| 7:02                                                   |                                                        |                                                        |                                                        |                                                        |                                                        |

## Рейтинги
Перший сезон серіалу отримав хороші рейтинги, на своїй прем'єрі він досягнув 10,7%, а потім рейтинги коливалися між 14 і 15 відсотками. Фінальна серія отримала рейтинг 15,3% по країни і 16,6% в сеулській столичній зоні.
| Сезон | Сезон | Номер серії | Номер серії | Номер серії | Номер серії | Номер серії | Номер серії | Номер серії | Номер серії | Номер серії | Номер серії | Номер серії | Номер серії | Номер серії | Номер серії | Номер серії | Номер серії | Середнє значення |
| Сезон | Сезон | 1           | 2           | 3           | 4           | 5           | 6           | 7           | 8           | 9           | 10          | 11          | 12          | 13          | 14          | 15          | 16          | Середнє значення |
| ----- | ----- | ----------- | ----------- | ----------- | ----------- | ----------- | ----------- | ----------- | ----------- | ----------- | ----------- | ----------- | ----------- | ----------- | ----------- | ----------- | ----------- | ---------------- |
|       | 1     | 1,926       | 2,607       | 2,452       | 3,117       | 2,636       | 3,065       | 2,847       | 2,824       | 2,635       | 3,072       | 2,742       | 3,017       | 2,762       | 2,923       | 2,746       | 2,871       | 2,765            |
|       | 2     | 2,37        | 2,155       | 2,448       | 2,364       | 2,84        | 2,912       | 2,355       | 3,072       | 2,537       | 3,337       | 2,664       | 3,387       | 3,098       | 3,496       | 2,87        | 4,005       | 2,869            |

| Середнє значення кількості переглядів на ТБ (сезон 1)                                                                              | Середнє значення кількості переглядів на ТБ (сезон 1) | Середнє значення кількості переглядів на ТБ (сезон 1) | Середнє значення кількості переглядів на ТБ (сезон 1) | Середнє значення кількості переглядів на ТБ (сезон 1) | Середнє значення кількості переглядів на ТБ (сезон 1) |
| Серія | Частина                                               | Дата першого показу                                   | Середнє значення кількості переглядів                 | Середнє значення кількості переглядів                 | Середнє значення кількості переглядів                 |
| Серія | Частина                                               | Дата першого показу                                   | Nielsen Korea                                         | Nielsen Korea                                         | TNmS                                                  |
| Серія | Частина                                               | Дата першого показу                                   | Загальнонаціональні                                   | Сеул                                                  | Загальнонаціональні                                   |
| --- | ----------------------------------------------------- | ----------------------------------------------------- | ----------------------------------------------------- | ----------------------------------------------------- | ----------------------------------------------------- |
| 1 | 1                                                     | 9 квітня 2021                                         | 8,7% (7-ме)                                           | 9,4% (5-те)                                           | 7,3% (10-те)                                          |
| 1 | 2                                                     | 9 квітня 2021                                         | 10,7% (3-тє)                                          | 11,2% (3-тє)                                          | 8,7% (7-ме)                                           |
| 2 | 1                                                     | 10 квітня 2021                                        | 7,3% (9-те)                                           | 8,5% (5-те)                                           | 5,7% (20-те)                                          |
| 2 | 2                                                     | 10 квітня 2021                                        | 13,5% (3-тє)                                          | 15,0% (3-тє)                                          | 11,4% (3-тє)                                          |
| 3 | 1                                                     | 16 квітня 2021                                        | 9,8% (5-те)                                           | 10,3% (4-те)                                          | 10,0% (5-те)                                          |
| 3 | 2                                                     | 16 квітня 2021                                        | 13,6% (3-тє)                                          | 14,5% (2-ге)                                          | 12,7% (1-ше)                                          |
| 4 | 1                                                     | 17 квітня 2021                                        | 11,5% (4-те)                                          | 11,8% (4-те)                                          | 11,4% (3-тє)                                          |
| 4 | 2                                                     | 17 квітня 2021                                        | 15,6% (1-ше)                                          | 16,3% (1-ше)                                          | 14,6% (1-ше)                                          |
| 5 | 1                                                     | 23 квітня 2021                                        | 12,3% (4-те)                                          | 13,3% (4-те)                                          | 11,2% (4-те)                                          |
| 5 | 2                                                     | 23 квітня 2021                                        | 14,2% (3-тє)                                          | 15,6% (1-ше)                                          | 12,8% (3-тє)                                          |
| 6 | 1                                                     | 24 квітня 2021                                        | 8,7% (5-те)                                           | 9,2% (5-те)                                           | 9,0% (5-те)                                           |
| 6 | 2                                                     | 24 квітня 2021                                        | 16,0% (3-тє)                                          | 16,8% (3-тє)                                          | 15,2% (3-тє)                                          |
| 7 | 1                                                     | 30 квітня 2021                                        | 12,9% (4-те)                                          | 14,3% (2-ге)                                          | 11,3% (4-те)                                          |
| 7 | 2                                                     | 30 квітня 2021                                        | 15,1% (2-ге)                                          | 16,3% (1-ше)                                          | 13,4% (3-тє)                                          |
| 8 | 1                                                     | 1 травня 2021                                         | 8,3% (5-те)                                           | 9,0% (5-те)                                           | 8,6% (5-те)                                           |
| 8 | 2                                                     | 1 травня 2021                                         | 15,2% (3-тє)                                          | 15,9% (3-тє)                                          | 14,4% (3-тє)                                          |
| 9 | 1                                                     | 7 травня 2021                                         | 12,0% (4-те)                                          | 12,9% (4-те)                                          | 12,1% (4-те)                                          |
| 9 | 2                                                     | 7 травня 2021                                         | 14,7% (3-тє)                                          | 16,0% (1-ше)                                          | 14,5% (2-ге)                                          |
| 10 | 1                                                     | 8 травня 2021                                         | 10,1% (4-те)                                          | 11,2% (5-те)                                          | 10 4% (4-те)                                          |
| 10 | 2                                                     | 8 травня 2021                                         | 15,4% (3-тє)                                          | 17,0% (3-тє)                                          | 14,9% (3-тє)                                          |
| 11 | 1                                                     | 14 травня 2021                                        | 12,4% (4-те)                                          | 13,9% (4-те)                                          | 11,0% (5-те)                                          |
| 11 | 2                                                     | 14 травня 2021                                        | 14,6% (3-тє)                                          | 16,3% (1-ше)                                          | 12,1% (3-тє)                                          |
| 12 | 1                                                     | 15 травня 2021                                        | 10,7% (5-те)                                          | 11,6% (5-те)                                          | Н/Д                                                   |
| 12 | 2                                                     | 15 травня 2021                                        | 15,3% (3-тє)                                          | 16,1% (3-тє)                                          | Н/Д                                                   |
| 13 | 1                                                     | 21 травня 2021                                        | 12,2% (4-те)                                          | 12,9% (4-те)                                          | 12,4% (4-те)                                          |
| 13 | 2                                                     | 21 травня 2021                                        | 14,4% (3-тє)                                          | 15,6% (1-ше)                                          | 13,9% (3-тє)                                          |
| 14 | 1                                                     | 22 травня 2021                                        | 10,2% (4-те)                                          | 10,7% (5-те)                                          | 10,3% (5-те)                                          |
| 14 | 2                                                     | 22 травня 2021                                        | 15,5% (3-тє)                                          | 16,1% (3-тє)                                          | 14,6% (3-тє)                                          |
| 15 | 1                                                     | 28 травня 2021                                        | 13,2% (4-те)                                          | 13,8% (3-тє)                                          | 12,6% (4-те)                                          |
| 15 | 2                                                     | 28 травня 2021                                        | 14,4% (3-тє)                                          | 15,2% (1-ше)                                          | 14,1% (3-тє)                                          |
| 16 | 1                                                     | 29 травня 2021                                        | 10,9% (5-те)                                          | 11,9% (4-те)                                          | 11,0% (4-те)                                          |
| 16 | 2                                                     | 29 травня 2021                                        | 15,3% (3-тє)                                          | 16,6% (3-тє)                                          | 14,6% (3-тє)                                          |
| Середнє значення | Середнє значення                                      | Середнє значення                                      | 12,6%                                                 | 13,6%                                                 | 11,9%                                                 |
| - Найнижчі рейтинги позначені синім кольором, а найвищі — червоним кольором. - Н/Д позначає рейтинги, що не опубліковано публічно. |                                                       |                                                       |                                                       |                                                       |                                                       |

| Середнє значення кількості переглядів на ТБ (сезон 2)                                                                              | Середнє значення кількості переглядів на ТБ (сезон 2) | Середнє значення кількості переглядів на ТБ (сезон 2) | Середнє значення кількості переглядів на ТБ (сезон 2) | Середнє значення кількості переглядів на ТБ (сезон 2) |
| Серія | Дата першого показу                                   | Середнє значення кількості переглядів                 | Середнє значення кількості переглядів                 | Середнє значення кількості переглядів                 |
| Серія | Дата першого показу                                   | Nielsen Korea                                         | Nielsen Korea                                         | TNmS                                                  |
| Серія | Дата першого показу                                   | Загальнонаціональні                                   | Сеул                                                  | Загальнонаціональні                                   |
| --- | ----------------------------------------------------- | ----------------------------------------------------- | ----------------------------------------------------- | ----------------------------------------------------- |
| 1 | 17 лютого 2023                                        | 12,1% (3-тє)                                          | 12,8% (2-ге)                                          | 10,4% (3-тє)                                          |
| 2 | 18 лютого 2023                                        | 10,3% (2-ге)                                          | 10,9% (2-ге)                                          | Н/Д                                                   |
| 3 | 24 лютого 2023                                        | 13,2% (3-тє)                                          | 14,2% (1-ше)                                          | 10,5% (3-тє)                                          |
| 4 | 25 лютого 2023                                        | 11,3% (2-ге)                                          | 11,7% (2-ге)                                          | 10,7% (2-ге)                                          |
| 5 | 3 березня 2023                                        | 14,7% (1-ше)                                          | 16,3% (1-ше)                                          | Н/Д                                                   |
| 6 | 11 березня 2023                                       | 14,4% (2-ге)                                          | 15,5% (2-ге)                                          | 12,4% (2-ге)                                          |
| 7 | 17 березня 2023                                       | 13,0% (2-ге)                                          | 13,7% (2-ге)                                          | 11,8% (2-ге)                                          |
| 8 | 18 березня 2023                                       | 16,0% (2-ге)                                          | 17,0% (2-ге)                                          | Н/Д                                                   |
| 9 | 24 березня 2023                                       | 13,4% (2-ге)                                          | 14,1% (2-ге)                                          | 11,6% (2-ге)                                          |
| 10 | 25 березня 2023                                       | 17,7% (1-ше)                                          | 18,1% (1-ше)                                          | 11,8% (2-ге)                                          |
| 11 | 31 березня 2023                                       | 14,5% (1-ше)                                          | 15,5% (1-ше)                                          | 11,4% (2-ге)                                          |
| 12 | 1 квітня 2023                                         | 18,3% (1-ше)                                          | 19,4% (1-ше)                                          | 13,8% (1-ше)                                          |
| 13 | 7 квітня 2023                                         | 16,1% (1-ше)                                          | 17,4% (1-ше)                                          | 13,0% (1-ше)                                          |
| 14 | 8 квітня 2023                                         | 18,3% (1-ше)                                          | 19,4% (1-ше)                                          | 16,7% (1-ше)                                          |
| 15 | 14 квітня 2023                                        | 15,7% (1-ше)                                          | 16,0% (1-ше)                                          | 11,9% (2-ге)                                          |
| 16 | 15 квітня 2023                                        | 21,0% (1-ше)                                          | 21,8% (1-ше)                                          | Н/Д                                                   |
| Середнє значення | Середнє значення                                      | 15,0%                                                 | 15,9%                                                 | 12,2%                                                 |
| Спеціальні серії |                                                       |                                                       |                                                       |                                                       |
| 1 | 16 лютого 2023                                        | 3,6% (16-те)                                          | 4,4% (12-те)                                          | 3,2% (18-те)                                          |
| 2 | 21 квітня 2023                                        | 5,2% (8-те)                                           | 5,8% (6-те)                                           | 5,2% (11-те)                                          |
| Основні моменти |                                                       |                                                       |                                                       |                                                       |
| 1 | 4 березня 2023                                        | 3,6% (15-те)                                          | 3,6% (15-те)                                          | 4,8% (10-те)                                          |
| - Найнижчі рейтинги позначені синім кольором, а найвищі — червоним кольором. - Н/Д позначає рейтинги, що не опубліковано публічно. |                                                       |                                                       |                                                       |                                                       |

## Нагороди та номінації
| Церемонія нагородження            | Рік  | Категорія                                                                           | Номінант / Робота | Результат | Прим.           |
| --------------------------------- | ---- | ----------------------------------------------------------------------------------- | ----------------- | --------- | --------------- |
| Сеульська міжнародна премія драми | 2021 | Видатна корейська драма, Нагорода за майстерність                                   | «Таксист»         | Перемога  | [ 115 ] [ 116 ] |
| Премія SBS за акторську гру       | 2021 | Нагорода за високу майстерність, Найкращий актор жанрового/фентезійного мінісеріалу | Лі Джехун         | Перемога  | [ 117 ]         |
| Премія SBS за акторську гру       | 2021 | Нагорода за майстерність, Найкраща акторка жанрового/фентезійного мінісеріалу       | Ісом              | Перемога  | [ 117 ]         |
| Премія SBS за акторську гру       | 2021 | Найкращий актор другого плану (Жанровий/фентезійний мінісеріал)                     | Кім Ийсон         | Перемога  | [ 117 ]         |
| Премія SBS за акторську гру       | 2021 | Найкраща акторка другого плану (Жанровий/фентезійний мінісеріал)                    | Чха Джійон        | Перемога  | [ 117 ]         |
| Премія SBS за акторську гру       | 2021 | Нагорода «Актори, які привернули увагу»                                             | Сім Сойон         | Перемога  | [ 117 ]         |
| Премія SBS за акторську гру       | 2023 | Великий приз (Тесан)                                                                | Лі Джехун         | Перемога  | [ 118 ] [ 119 ] |
| Премія SBS за акторську гру       | 2023 | Нагорода за майстерність, Найкращий актор багатосезонної драми                      | Сін Чеха          | Перемога  | [ 118 ] [ 119 ] |
| Премія SBS за акторську гру       | 2023 | Нагорода за майстерність, Найкраща акторка багатосезонної драми                     | Пхьо Є Джін       | Перемога  | [ 118 ] [ 119 ] |
| Премія SBS за акторську гру       | 2023 | Найкращий актор другого плану (Багатосезонна драма)                                 | Пе Юрам           | Перемога  | [ 118 ] [ 119 ] |
| Премія SBS за акторську гру       | 2023 | Найкращий актор другого плану (Багатосезонна драма)                                 | Чан Хьокчін       | Перемога  | [ 118 ] [ 119 ] |
| Премія SBS за акторську гру       | 2023 | Найкраща юна акторка                                                                | Ан Чхехим         | Перемога  | [ 118 ] [ 119 ] |
| Премія SBS за акторську гру       | 2023 | Найкраща драма SBS року за вибором Netizen                                          | «Таксист 2»       | Перемога  | [ 118 ] [ 119 ] |
| Премія SBS за акторську гру       | 2023 | Нагорода «Актори, які привернули увагу»                                             | Ко Санхо          | Перемога  | [ 118 ] [ 119 ] |
| Премія SBS за акторську гру       | 2023 | Нагорода «Актори, які привернули увагу»                                             | Пьон Джунхі       | Перемога  | [ 118 ] [ 119 ] |

## Виноски
1. 1 2  Південна Корея має кілька типів таксі, одним з яких є преміум таксі або корейською мовою «зразкове таксі»[14]. У самому серіалі ця назва пояснюється тим, що водії цих таксі є зразковими водіями, що не мають жодних порушень ПДР.
2. 1 2  Через розбіжність поглядів режесира Пак Джуну і сценариста О Санхо, то перші десять серії першого сезону писав О Санхо, а серії, що залишилися — Лі Джіхьон[8][9].
3. 1 2  Це середнє значення обраховано на основі опублікованих рейтингах. Точне значення невідоме через те, що кілька рейтингів не було опубліковано публічно.